# إسبانيا وحرب الاستقلال الأمريكية
كان دور إسبانيا في استقلال الولايات المتحدة جزءًا من نزاعها على السيادة الاستعمارية مع مملكة بريطانيا العظمى. أعلنت إسبانيا الحرب على بريطانيا كونها حليفة لفرنسا التي هي بدورها حليفة للمستعمرات الأمريكية، وقدمت الإمدادات والذخيرة للقوات الأمريكية.
ابتداءً من عام 1776، قدّمت إسبانيا تمويلًا مشتركًا لشركة رودريغي هورتاليز أند كومباني، وهي شركة تجارية قدمت الإمدادات العسكرية الضرورية. قدّمت إسبانيا أيضًا تمويلًا لمعركة يوركتاون الأخيرة في عام 1781 بمجموعة من الذهب والفضة في هافانا، كوبا. كانت إسبانيا متحالفة مع فرنسا من خلال اتفاقية عائلة بوربون، ووجدت الثورة فرصة لإضعاف عدوها بريطانيا العظمى، التي كبّدت إسبانيا خسائر فادحة خلال حرب السنوات السبع. كتب رئيس الوزراء المعيَّن حديثًا، خوسيه مونينو إي ريدوندو -كونت فلوريدا بلانكا- في مارس 1777 «إن مصير المستعمرات يهمّنا كثيرًا، وسنفعل من أجلها كل ما تتيح له الظروف».

## تقديم المساعدات إلى الولايات المتحدة: 1776-1778
قُدّمت المساعدات الإسبانية للأمة الجديدة عبر أربع طرق رئيسية: من الموانئ الفرنسية بتمويل شركة رودريغي هورتاليز أند كومباني، وعبر ميناء نيو أورليانز وحتى نهر المسيسيبي، ومن المستودعات في هافانا، ومن بلباو عن طريق الشركة التجارية لعائلة غاردوكي. قدّمت إسبانيا قروضًا إلى الولايات المتحدة لاستخدامها في تأمين الإمدادات الحربية عن طريق عائلة غاردوكي، التي «زوّدت الوطنيين بـ 215 مدفعًا برونزيًا - 30 ألف بندقية مسكيت - 30 ألف حربة - 512314 طلقة مسكيت - 300 ألف رطل من البارود - 12868 قنبلة يدوية - 30 ألف بزّة - 4000 خيمة ميدانية خلال الحرب».
بدأ التهريب من نيو أورليانز في عام 1776، عندما أرسل الجنرال تشارلز لي ضابطين من الجيش القاري (جيش الولايات المتحدة) لطلب الإمدادات من حاكم نيو أورليانز، لويس دي أونزاغا. شعر أونزاغا بالقلق إزاء معاداة البريطانيين علنًا قبل استعداد الإسبان للحرب، فوافق على مساعدة الثوار سرًا. أذِن أونزاغا بإرسال شحنة من البارود إلى الثوار الأمريكيين الذين كانوا في أمس الحاجة إليها بصفقة توسّطها أوليفر بولوك الوطني (الثوري) والمموّل. عندما عُيّن برناردو دي غالفيز إي مدريد -كونت غالفيز- حاكمًا على مدينة نيو أورليانز في يناير عام 1777، واصل ووسّع عمليات الإمداد.
لمّا قدم الدبلوماسي الأمريكي بنجامين فرانكلين تقريرًا من باريس إلى لجنة المراسلات السرية في الكونغرس في مارس عام 1777، منح البلاط الإسباني سرَّا إذنًا مباشرًا للثوار لدخول ميناء هافانا الغني -كان محظورًا في السابق- بموجب وضع الدولة الأعلى أفضلية. أشار فرانكلين أيضًا في التقرير نفسه إلى أن ثلاثة آلاف برميل من البارود كانت تنتظر في نيو أورليانز، وأن التجار في بلباو «تلقّوا أوامر بشحن هذه الضروريات لنا، إذ من الممكن أن نحتاجها».

### إعلان الحرب
أثبتت الحرب الإسبانية البرتغالية (1776-77) نجاحها. في معاهدة سان إلديفونسو الأولى، الموقَّعة في 1 أكتوبر 1777، بعد أن طردت ماريا الأولى ملكة البرتغال بومبال، حصلت إسبانيا على باندا أورينتال (الأوروغواي)، وكولونيا ديل ساكرامنتو التي أسستها البرتغال في عام 1680. وحصلت إسبانيا أيضًا على ميسيونس أوريانتالز. في المقابل، اعترفت إسبانيا بأن الأراضي البرتغالية في البرازيل امتدت إلى أقصى الغرب من الخط المحدَّد في معاهدة تورديسيلاس. في معاهدة إل باردو، الموقَّعة في 11 مارس 1778، ظفرت إسبانيا بغينيا الإسبانية (غينيا الاستوائية)، التي كانت تدار من بوينس آيرس في 1778-1810. بهذه المعاهدات، خرجت البرتغال من الحرب، وفي عام 1781 انضمت البرتغال إلى التحالف الأول للحياد المسلح لمنع بريطانيا من مصادرة حمولات السفن المحايدة.
لخّص رئيس الوزراء الإسباني الأسبق والسفير لدى البلاط الفرنسي، جيرولامو غريمالدي -دوق غريمالدي الأول- الموقف الإسباني في رسالة إلى آرثر لي، الدبلوماسي الأمريكي في مدريد الذي كان يحاول إقناع الإسبان بإعلان تحالف مفتوح مع الولايات المتحدة الناشئة. احتجّ غريمالدي، المولود في جنوة والسياسي المحنّك بالفطرة، قائلًا: «لقد فكرتم في وضعكم الخاص، لا في وضعنا. لم تحن اللحظة بعد بالنسبة إلينا. إن الحرب مع البرتغال -كون فرنسا غير مهيَّأة، وسفن كنوزنا القادمة من أمريكا الجنوبية لم تصل بعد- تجعل التصريح الآن غير مناسب بالنسبة لنا». وفي الوقت نفسه، طمأن غريمالدي لي بأن مخازن من الملابس والبارود أُودعت في نيو أورليانز وهافانا للأمريكيين، ويجري جمع المزيد من شحنات البطانيات في بلباو.
بحلول يونيو 1779، كان الإسبان قد أنهوا استعداداتهم للحرب. بدت القضية البريطانية في حالة تدهور بشكل خاص. انضم الإسبان إلى فرنسا في الحرب، ونفّذوا معاهدة أرانجويز الموقَّعة في أبريل عام 1779.